# Фредерик Джон Поллок, 4-й баронет
Сэр Фредерик Джон Поллок, 4-й баронет (англ. Sir John Pollock, 4th Baronet; 26 декабря 1878 — 22 июля 1963) — британский переводчик и писатель, автор книг о России. Супруг актрисы Лидии Яворской. 

## Биография
Родился в 1878 году и являлся сыном учёного-правоведа сэра Фредерика Поллока, 3-го баронета и его супруги Джорджины из богатой англо-индийской семьи. Окончил фешенебельный Итонский колледж (1900) и Тринити-колледж Кембриджского университета (1904).
В годы Первой мировой войны (начиная с 1915 года) находился в Российской империи в качестве уполномоченного при Российском Красном Кресте, и, вероятно, разведчика. За свою работу в Красном кресте и заботу о раненых в ходе боёв в Галиции был награждён орденом Святой Анны. Там же познакомился с Лидией Яворской — одной из ведущих русских актрис своего поколения, которая в то время была замужем за богатым и образованным театралом и драматургом князем В. В. Барятинским, но этот брак не был счастливым.
В 1917—19 годах оставался в России и стал свидетелем революционных событий. Описал свои впечатления в изданных в Англии книгах: «Война и революция в России» и «Большевистская авантюра» (на русский язык не переводились). Вернувшись в Англию, встретился там с Яворской, которая в 1916 году развелась с мужем и с 1918 года проживала в Лондоне, и женился на ней. Однако, уже в 1921 году Яворская умерла.
Будучи завзятым театралом и любителем литературы, перевёл на английский некоторые пьесы Эжена Бриё и биографию Анатоля Франса. Кроме того, издал отдельным сборником 12 собственных одноактных пьес (1926) и ряд произведений исторического и мемуарного характера. 
В 1925 году женился вторично, на француженке Аликс Субиран. В 1937 году унаследовал титул баронета. Скончался в 1963 году в возрасте 84 лет. Его сын от брака с Субиран, Джордж Фредерик Поллок (1928—2016), унаследовал его титул.

## Произведения
- The Popish Plot; A Study in the History of the Reign of Charles II. — Duckworth, 1903.
- Lord Acton at Cambridge (1904)
- Three plays by Eugène Brieux (1911):
  - Damaged Goods, translated by John Pollock
  - Maternity (new version), translated by John Pollock
- War and Revolution in Russia. — Constable & Co Ltd, 1918.
- The Bolshevik Adventure. — Constable & Co Ltd, 1919.
- Anatole France himself: a Boswellian record by his secretary, Jean Jacques Brousson (1927, 1934), translated by John Pollock
- The everlasting bonfire (1940), London, Chapman & Hall
- Time's Chariot. — John Murray, 1950.
- Curtain up. — P. Davies, 1958.
- Holmes-Pollock Letters: The Correspondence of Mr. Justice Holmes and Sir Frederick Pollock, 1874-1932; with Introduction by John Corham Palfrey & Sir John Pollock / Mark De Wolfe Howe. — 2nd. — the Belknap Press of the Harvard University Press, 1961.
- Twelve One-Acters (1926) The Cayme Press (Plays)
- Listening to Lacoste (1926)
- Paris and Parisians (1929)